# Hans Henrik von Dellwig
Hans Henrik von Dellwig, född 1693 i Estland, död 1758 på Sälkis, Mouhijärvi, var en svensk militär.
Hans Henrik von Dellwig var son till överstelöjtnant Otto Gustaf von Dellwig och Elisabeth Rehbinder. Han blev officer 1712, kapten vid Hälsinge regemente, major vid Tavastehus läns infanteriregemente och överstelöjtnant 1744. 1749–1758 var von Dellwig överste och chef för Björneborgs läns infanteriregemente, han var även vice landshövding i Kymmenegårds län.